# Hãy cùng em điệu Sarikakeo
Hãy cùng em điệu Sarikakeo là một bộ phim truyền hình được thực hiện bởi Hãng phim Vàng Miền Nam do Trương Sơn Hải làm đạo diễn. Phim có độ dài 30 tập, lên sóng tập đầu tiên vào ngày 21 tháng 2 năm 2011 trên kênh VTV1. Ngay khi phát sóng được một tập, tác phẩm đã sớm bị dừng chiếu theo yêu cầu của Ủy ban Dân tộc để thẩm định lại nội dung, do bị cho là có những chi tiết sai lệch về phái Nam tông.

## Nội dung
Hãy cùng em điệu Sarikakeo lấy bối cảnh tại một phum nghèo của đồng bào người Khmer những năm thập niên 1980, với nội dung xoay quanh mối tình đẹp giữa chàng trai cô gái người Kinh và người Khmer. Sophia (Lê Hà), một cô gái xinh đẹp nổi tiếng hát hay múa giỏi trong làng, đã đem lòng yêu Thạch Vông (Quang Sự), một nhà sư trẻ tích cực tham gia vào các hoạt động của chùa cũng như quan tâm chăm sóc làng xóm. Tuy nhiên, Sư Vông lại từ chối lời tỏ tình của Sophia, khiến cô rất đau khổ và quyết định rời phum, đi học nghề dệt thổ cẩm. Trong quãng thời gian ấy, cô mở lòng tình cảm với Trần Nam (Ngọc Thuận), một chàng trai người Kinh làm nghề buôn bán trên sông, người đã say đắm tiếng hát và điệu múa của cô ngay từ lần gặp đầu tiên. Đúng lúc này, em gái của Sophia, Vani (Hồng Kim Hạnh), xuất hiện làm "kì đà cản mũi"; sự trở lại bất ngờ của Vông cũng khiến các mối quan hệ trở nên phức tạp và kịch tính...

## Diễn viên
- Quang Sự trong vai Thạch Vông
- Lê Hà trong vai Sophia
- Ngọc Thuận trong vai Trần Nam
- Hồng Kim Hạnh trong vai Vani
- Quốc Lâm trong vai Sư Thái Mích
- Minh Đáng trong vai Sư Kưu
- Quang Hiếu trong vai Lục Cả Sambat
- Lê Nhật Anh Thư trong vai Vana
- Lê Khả Sinh trong vai Lê Bân
- Vũ Minh Hiền trong vai Bà Dết
- Quách Tĩnh trong vai Ông Dết
- Phi Điểu trong vai Bà Niêng
- Mã Văn Thắng trong vai Sư Thái Bách
- Đào Lê Duy Hòa trong vai Sư Chân

Cùng một số diễn viên khác....

## Sản xuất
Vào đầu tháng 8 năm 2010, Hãng phim Vàng Miền Nam, công ty sản xuất bộ phim, đã tổ chức buổi ra mắt đoàn phim và giới thiệu dàn diễn viên tới công chúng. Tác phẩm được thực hiện theo đơn đặt hàng của Đài Truyền hình Việt Nam với kinh phí là 6 tỷ đồng, dài tổng cộng 30 tập. Ngay từ thời điểm công bố, dự án đã thu hút sự chú ý từ giới làm phim vì chọn một đề tài "khó nuốt" về người Khmer Nam Bộ. Hãy cùng em điệu Sarikakeo cũng được xem là bộ phim truyện truyền hình Việt Nam đầu tiên lấy chủ đề về người Khmer.
Đạo diễn bộ phim là Trương Sơn Hải, với phần kịch bản do biên kịch Nguyễn Thị Hồng Xuân chấp bút. Nữ diễn viên Lê Hà được chọn vào vai trò chính của phim; đây là vai chính đầu tay của cô và là lần đầu tiên cô nhận đóng phim tại Việt Nam, sau khi tốt nghiệp khoa diễn xuất Đại học Nghệ thuật quốc gia Hàn Quốc. Nhằm hóa thân vào vai diễn trong phim, đích thân cô đã dành thời gian đến sinh sống và tiếp xúc với cuộc sống của người Khmer, đồng thời thay đổi hình tượng để phù hợp với nhân vật.

## Phát sóng và tiếp nhận
Là một trong những bộ phim truyền hình Việt Nam hiếm hoi nói về đề tài dân tộc, tác phẩm đã có được sự ưu ái của đơn vị phát sóng là VTV bởi từ thời điểm Tết Nguyên Đán đến khi chính thức phát sóng, nhà đài liên tục quảng cáo các trích đoạn, trailer giới thiệu bộ phim đến người xem. Hãy cùng em điệu Sarikakeo chính thức lên sóng sau đó vào khung giờ "vàng" lúc 20h00 thứ 2, 3, 4 hàng tuần trên kênh VTV1.
Tuy vậy, chỉ ngay sau khi công chiếu tập đầu vào ngày 21 tháng 2 năm 2011, VTV đã đình chỉ việc phát sóng bộ phim. Lý do cho việc này là bởi Ủy ban Dân tộc gửi công văn đến đài, yêu cầu ngừng phát sóng phim để giao cho Hội đồng thẩm định của Bộ Văn hóa, Thể thao và Du lịch thẩm định lại nội dung và hình ảnh do "đụng chạm đến những vấn đề nhạy cảm liên quan đến phái Nam tông". Theo đó, phim bị cho là có các chi tiết phản cảm, sai lệch, như việc nhà sư để chân mày, nhà sư lao xuống nước, nhà sư ăn vụng, hẹn hò, đánh người, v.v.. Cộng đồng người Khmer đã có những ý kiến phản ứng gay gắt về các tình tiết trong phim, và họ cũng kêu gọi mọi người không tham gia đóng phim hay chiếu phim lên truyền hình cho người xem.
Phản hồi với những quan điểm trên, Cô Tâm, đại diện của Hãng phim Vàng Miền Nam tại Thành phố Hồ Chí Minh, đã đưa ra lời giải thích rằng những điều xuất hiện trong phim không phải không đúng sự thật mà do cộng đồng người Khmer sống rải rác ở nhiều nơi khác nhau nên đã dẫn đến việc xung đột về phong tục tập quán. Ông Lê Hồng Sơn, chủ tịch hội đồng quản trị Hãng phim Vàng miền Nam, cũng lên tiếng phản bác, khẳng định bộ phim được làm nghiêm túc và nêu ra những giá trị mà tác phẩm đem lại, đồng thời cho biết sẽ đưa sự việc ra tòa để giải quyết. Sau một năm hoãn phát sóng, bộ phim bị cho là đã dừng sóng vô thời hạn.